# Clunio chilensis
Clunio chilensis är en tvåvingeart som beskrevs av Analia C.Paggi 1985. Clunio chilensis ingår i släktet Clunio och familjen fjädermyggor. Inga underarter finns listade i Catalogue of Life.